# Ulrike Peters
Ulrike Peters (* 29. Juni 1957 in Bonn) ist eine deutsche Religionswissenschaftlerin.

## Leben
Studium der Vergleichenden Religionswissenschaft, Altamerikanistik und Völkerkunde in Bonn und Wien. Wissenschaftliche Mitarbeit am Nationalmuseum für Anthropologie in Mexiko-Stadt und an den Universitäten Bonn und Paderborn im theologischen Bereich. Heute als Sachbuchautorin und als Dozentin in der Erwachsenenbildung tätig. Publikationen zu den Themenbereichen Weltreligionen, Judentum, Kirchengeschichte, Tierschutzethik, Esoterik, altes Mexiko und Kelten.

## Werke
- Esoterik. DuMont, Köln 2005, ISBN 9783832176372
- Kirchengeschichte. DuMont, Köln 2008, ISBN 9783832191276
- Wörterbuch Religion. Compact Verlag, München 2008, ISBN 978-3-8174-7751-7
- Philosophie der Azteken – Eroberung und Mission als Transkulturation (= IKB Band 22), Verlag Traugott Bautz, Nordhausen 2010, ISBN 978-3-88309-182-2
- Esoterik als moderne Religionsform  (= IKB Band 13), Verlag Traugott Bautz, Nordhausen 2012, ISBN 978-3-88309-693-3
- Kelten. DuMont, Köln 2011, ISBN 978-3-8321-9319-5
- Die Germanen. Marix Verlag, Wiesbaden 2014, ISBN 9783865399892
- Weltreligionen. Theiss Verlag, Darmstadt 2014, ISBN 9783806226393
- Das alte Mexiko. Marix Verlag, Wiesbaden 2015, ISBN 9783737409841
- Die Inka. Marix Verlag, Wiesbaden 2017, ISBN 978-3-7374-1055-7
- Die Azteken. Maria Verlag, Wiesbaden 2018, ISBN 978 3 7374 1086 1
- Die Maya. Maria Verlag, Wiesbaden 2022, ISBN 978 3 7374 1195 0

| Personendaten    | Personendaten                       |
| ---------------- | ----------------------------------- |
| NAME             | Peters, Ulrike                      |
| KURZBESCHREIBUNG | deutsche Religionswissenschaftlerin |
| GEBURTSDATUM     | 29. Juni 1957                       |
| GEBURTSORT       | Bonn                                |